# Разтягане
Разтягане или протягане е форма на физическо упражнение, при което специфично сухожилие, мускул или мускулна група умишлено се натяга или разтяга, с цел подобряване еластичността на мускула и постигне на комфортен мускулен тонус. Резултатът е усещане за повишен мускулен контрол, гъвкавост и обхват на движение.

## Приложение
В най-основната си форма протягането е естествена и инстинктивна дейност, която се извършва от хора и много други животни. Тя може да бъде придружена от прозяване. Протягането често се случва инстинктивно след събуждане от сън, след дълги периоди на бездействие или след излизане от затворени пространства и зони.
Увеличаването на гъвкавостта, чрез разтягане е един от основните принципи за постигане на добра физическа форма. Често срещано е атлетите да се разтягат преди загряване, както и след тренировка в опит да намалят риска от нараняване и да подобрят представянето си.
Разтягането се използва и терапевтично за облекчаване на спазмите и за подобряване на функцията в ежедневните дейности чрез увеличаване на обхвата на движение.

## Препоръки
Разтягането може да бъде опасно, когато се извършва неправилно. Има много техники за разтягане като цяло, но в зависимост от това коя мускулна група се разтяга, някои техники могат да бъдат неефективни или вредни, дори до степен да причинят хипермобилност, нестабилност или трайно увреждане на сухожилията и мускулните влакна. Следователно физиологичният характер на разтягането и теориите за ефекта на различните техники са обект на сериозно проучване.
Въпреки че статичното разтягане е част от някои процедури преди и след тренировка, проучване от януари 2020 г. на Скандинавското дружество по клинична физиология и ядрена медицина посочва, че разтягането преди тренировка всъщност намалява цялостното състояние на индивида, неговата мускулна сила и максимално представяне. Освен това резултатите представят еднакъв ефект, независимо от възрастта, пола или състоянието на обучението на индивида. Поради тази причина преди тренировка вместо статично разтягане се препоръчва активно динамично загряване.

## Галерия от протягащи се животни
- Тигър
- Кон
- Японски шпиц
- Тигрово таби
- Арктическа лисица
- Червеноуха костенурка